# Warneckea memecyloides
Warneckea memecyloides är en tvåhjärtbladig växtart som först beskrevs av George Bentham, och fick sitt nu gällande namn av Jacq.-fél.. Warneckea memecyloides ingår i släktet Warneckea och familjen Melastomataceae. IUCN kategoriserar arten globalt som sårbar. Inga underarter finns listade i Catalogue of Life.